# Wydawnictwo Karakter
Wydawnictwo Karakter – polskie wydawnictwo z siedzibą w Krakowie.
Wydawnictwo powstało w roku 2008 z inicjatywy redaktorów Małgorzaty Szczurek, Magdaleny Hajduk-Dębowskiej i Przemka Dębowskiego. W tym samym roku utworzyło grupę wydawniczą z wydawnictwem Czarne.
Karakter publikuje literaturę piękną, literaturę faktu i eseje oraz książki o architekturze i projektowaniu graficznym. Wśród wydawanych autorów są m.in.:
- literatura piękna: Agneta Pleijel, Wells Tower, Tahar Ben Jelloun, Alain Mabanckou, Lyonel Trouillot, Dany Laferrière, Yōko Tawada, Mia Couto, Hiromi Kawakami, Iljas Churi;
- literatura faktu i esej: Susan Sontag, Christopher Hitchens, Marcin Wicha, Hooman Majd, Chalid al-Chamisi, Raja Shehadeh;
- architektura i projektowanie graficzne: Walter Gropius, Rem Koolhaas, Robert Venturi, Deyan Sudjic, Peter Zumthor, Jacek Mrowczyk, Filip Springer.

Wydawnictwo otrzymało nagrodę „Literatury na Świecie” 2012 w kategorii inicjatywa wydawnicza.